# Terror cec
 Terror cec  (Blind Terror, també coneguda amb el títol See No Evil) és una pel·lícula britànica del gènere thriller dirigida per Richard Fleischer el 1971. Ha estat doblada al català.

## Argument
La història es desenvolupa en gran part en una casa burgesa del camp anglès dels anys 1970. Una jove cega hi acaba de trobar la seva família; tot és calma fins a l'arribada d'un assassí.

## Repartiment
- Mia Farrow: Sarah
- Dorothy Alison: Betty Rexton
- Robin Bailey: George Rexton
- Diane Grayson: Sandy Rexton
- Brian Rawlinson: Barker
- Norman Eshley: Steve Reding
- Paul Nicholas: Jacko
- Christopher Matthews: Frost
- Lila Kaye: la bohèmia
- Barrie Houghton: Jack
- Michael Elphick: Tom
- Donald Bisset: El Doctor

## Al voltant de la pel·lícula
- La pel·lícula ha estat rodada al Berkshire a la tardor 1970.
- El poble vist a la pel·lícula és Wokingham al Berkshire.
- En una de les primeres seqüències, l'assassí mira una pel·lícula sobre una pantalla de televisió a l'aparador d'un comerç. Aquesta pel·lícula és El Jardí de les tortures dirigida el 1968 per Freddie Francis.